# Руни, Марк
Марк Ру́ни (англ. Mark Rooney; род. 13 декабря 1983, Дублин) — ирландский футболист, нападающий.

## Карьера
Марк Руни начинал заниматься футболом в Дублинском клубе «Хоум Фарм». В 2001 году он вошёл в состав клуба «Дублин Сити», где пробыл до 2003 года. В 2003 году Руни перешёл в ЮКД. За «студентов» Руни провёл лишь один сезон и, вслед за своим старым тренером, перешёл в «Дроэда Юнайтед» в 2004 году. Марк стал регулярно выходить на поле в составе «Дрогов» и производил своей игрой приятное впечатление на зрителей. Руни потерял форму в 2005 году, во втором сезоне своего выступления за «Дроэда Юнайтед», он за 22 матча забил всего 1 мяч. Несмотря на сложный, лично для него, сезон, Марк был частью команды, с которой он одержал победу в Кубке Ирландии, победив в финале «Корк Сити» на «Лэнсдаун Роуд» 4 декабря 2005 года. Марк ушёл из «Дроэды Юнайтед» в межсезонье и вступил в состав «Дублин Сити», однако пробыл он там не долго, клуб прекратил своё существование в июле 2006 года, оставив Руни как свободного агента. В скором времени он присоединился к «Сент-Патрикс Атлетик», где и провёл оставшийся сезон. Поборовшись за место в основе «святых» на 2007 год, Руни стал искать команду, где он мог регулярно играть в основе. В июле 2007 года Руни подписал контракт с футбольным клубом «Шелбурн», который выступал в Первой лиге. Дебют Руни за Шелбурн состоялся 6 июля 2007 года в матче против «Уэксфорд Ютс», свой первый гол за Шелбурн Марк забил в ворота «Атлон Тауна», этот матч закончился со счётом 4:1 в пользу «красных». В составе Шелбурна Руни провёл 17 матчей и забил 2 гола. В конце 2007 сезона он покинул расположение клуба. На данный момент имеет статус свободного агента.

## Достижения
«Дроэда Юнайтед»
- Обладатель Кубка Ирландии: 2005

## Семья
У Марка есть брат — Адам Руни (род. 1988), также футболист.